# Los Cristianos
Los Cristianos è una frazione di 15.945 abitanti del comune di Arona situata nella comunità autonoma delle Canarie, sulla costa meridionale dell'isola di Tenerife, tra il cono del monte Chayofita e il monte maggiore Guaza. Il centro della città si trova attorno alla baia di Los Cristianos, ma si sta rapidamente espandendo nell'entroterra con lo sviluppo moderno. Questa è una popolare località turistica e comprende un porto per i traghetti e due spiagge.
A differenza della sua vivace vicina Playa de las Américas, questa cittadina ha una storia che precede il boom turistico degli anni '70 e '80. Per molti anni questo centro turistico è stato un tranquillo villaggio di pescatori e la prova delle sue umili origini è ancora visibile nella tipica architettura delle Canarie degli edifici più antichi. Dall'aumento della popolarità del turismo nella zona, la città è cresciuta e ora ospita numerosi hotel, villaggi turistici, bar e ristoranti. Il porto dei traghetti funge da base per escursioni come l'osservazione di delfini e balene e la pesca sportiva.

## Storia
I riferimenti storici a Los Cristianos risalgono al XVI secolo, quando viene descritta come un porto dal notaio Hernán Guerra. Los Cristianos rimase un porto importante per la zona sud di Tenerife per tutto il XVII, XVIII e XIX secolo, ma rimase instabile fino all'ultima parte del XIX secolo a causa della minaccia delle incursioni dei pirati poiché non c'era una popolazione significativa che giustificasse un castello o una fortezza.
Il primo insediamento permanente di Los Cristianos risale al 1860 quando fu descritta da Pedro de Olive come "un villaggio di Arona, con tre case a un piano, una casa a due piani e una capanna". È stata ufficialmente riconosciuta nei documenti governativi come fondata nel 1888 da 29 case e una grotta.
La popolazione di Los Cristianos iniziò a crescere intorno alla fine del secolo con l'avvento dell'industria e del commercio. Con la minaccia di pirati e corsari ormai un lontano ricordo, Los Cristianos, con il suo porto naturale, prosperò come centro di import-export della zona sud sud di Tenerife. Nel 1909 fu costruita la prima banchina per spedire i prodotti di una distilleria locale. Rimane ancora oggi ed è conosciuta come "El Puerto Viejo" (Vecchio Porto). Altre industrie dell'epoca includevano una fabbrica di resina, le vicine miniere di sale e un'industria per la salatura del pesce.

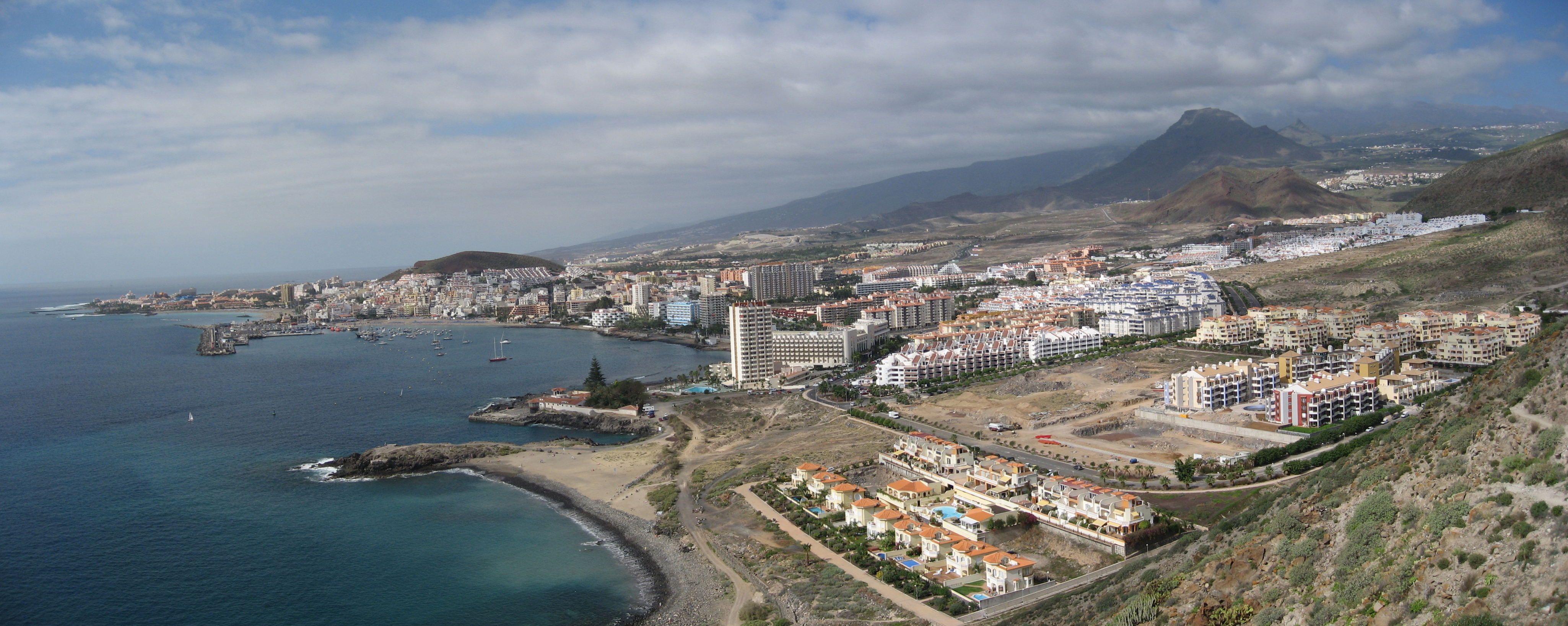
Veduta panoramica del porto

L'agricoltura non entrò nell'economia locale finché la terra non fu irrigata da Teofílo Bello Rodríguez che nel 1914 fu autorizzato a condurre una conduttura dalla sua terra a Vilaflor alla terra di proprietà di suo padre a Los Cristianos. Ciò ha alimentato un'ulteriore espansione economica, con la piantagione di raccolti di pomodori e banane, che hanno richiesto nuova manodopera per lavorare nelle piantagioni.
Nel 1924 la crescente popolazione aveva crescenti bisogni spirituali oltre che economici, così i residenti commissionarono la costruzione della Cappella di Nostra Signora del Monte Carmelo. La cappella fu demolita nel 1987 e al suo posto fu costruita una nuova chiesa parrocchiale più grande, nel centro di Los Cristianos.
Nel 1934 fu costruito un porto più grande nella baia di Los Cristianos, che poteva ospitare navi più grandi, consentì lo sviluppo della pesca e aumentò l'importanza della navigazione commerciale. Un porto nuovo e più grande fu costruito sullo stesso sito nel 1975 e vide l'inaugurazione di un servizio di traghetti giornaliero tra Los Cristianos e la vicina isola di La Gomera.
Intorno al periodo della seconda guerra mondiale furono costruite numerose fortificazioni, con almeno tre piccoli bunker lungo la costa di Los Cristianos, forse come difesa contro un'invasione britannica pianificata. Durante la seconda guerra mondiale la Spagna era ufficialmente neutrale, ma considerata favorevole all'Asse, poiché i nazisti avevano finanziato la vittoria falangista nella guerra civile spagnola. Alcune di queste fortificazioni rimangono intatte oggi.
Dal 2015, la località di Los Cristianos è la sede della Federazione Islamica delle Isole Canarie, che è l'organizzazione che riunisce associazioni e comunità musulmane delle Isole Canarie.

## Turismo

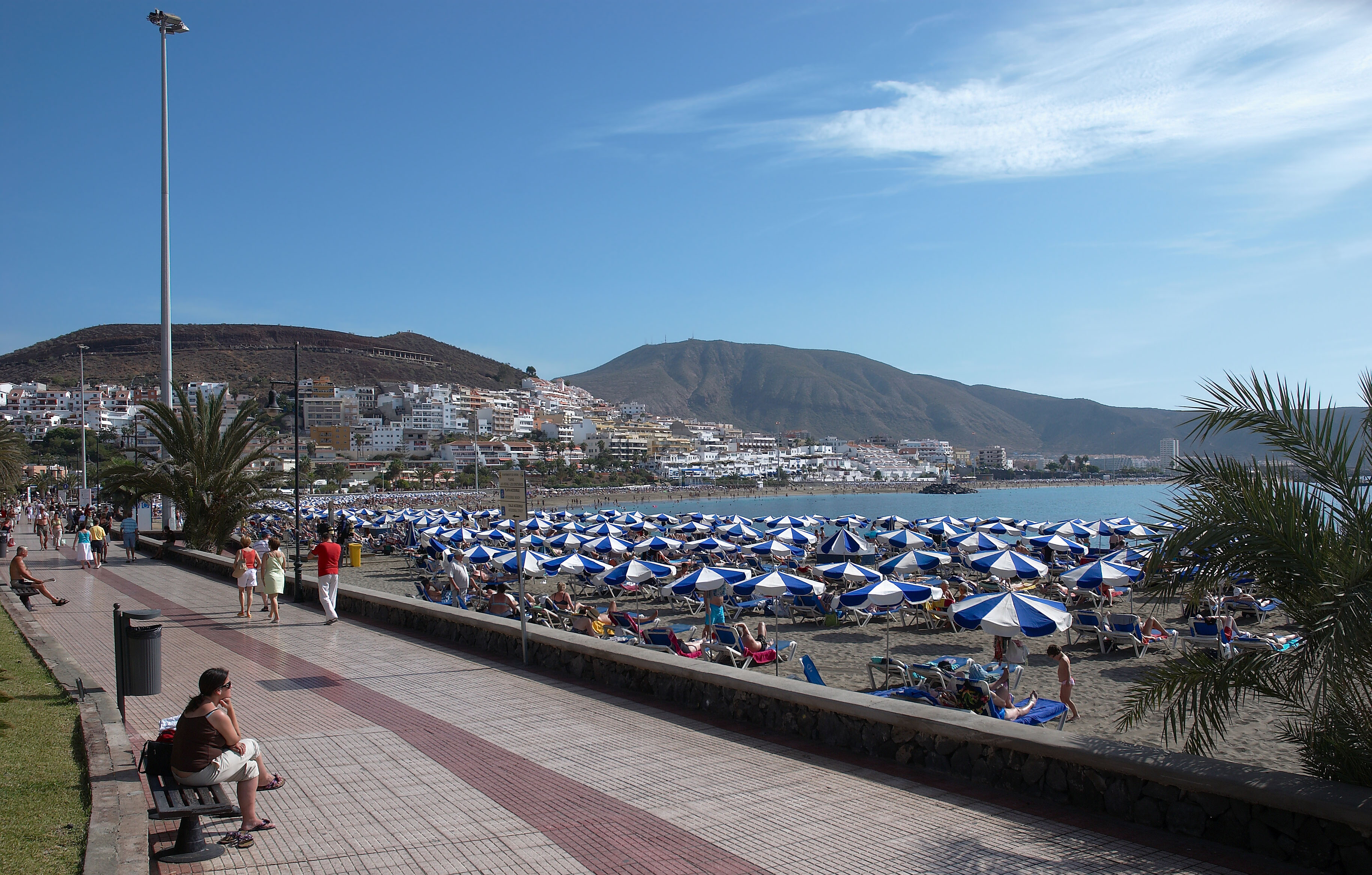
Le famose spiagge attirano turisti tutto l'anno.

Un uomo svedese, Bengt Rylander (conosciuto localmente come Don Benito), arrivò a Los Cristianos nel 1956 affetto da sclerosi multipla, sperando che il clima caldo e l'aria pulita lo aiutassero ad alleviare i suoi disturbi. Dopo una buona convalescenza, fece conoscere il clima mite e soleggiato che aveva scoperto ai suoi amici svedesi e, poiché era stato scrittore e commentatore televisivo, la voce si sparse rapidamente. Nel 1957 si unirono a lui diversi amici che soffrivano di poliomielite e malattie reumatiche.
Quindi le origini del turismo a Los Cristianos durante la fine degli anni '50 e l'inizio degli anni '60 furono come località di villeggiatura per svedesi malati e convalescenti. Questi improbabili pionieri hanno lasciato il segno nella città, con la strada principale di Los Cristianos conosciuta come "Avenida de Suecia" (Viale Svezia) e la "Casa Sueca", ora una chiesa luterana svedese, situata sul lungomare.
Il turismo non si è limitato agli svedesi, cresce il numero di visitatori provenienti da altri paesi europei. Gli anni '60 videro la costruzione dei primi grandi edifici a Los Cristianos per ospitare il crescente numero di turisti, tra cui Cristianmar, Rosamar e l'Hotel Oasis Moreque a quattro stelle. Il numero costante di visitatori svedesi disabili portò anche all'apertura della clinica pubblica di riabilitazione Vintersol nel 1965. Alcune vecchie foto di Los Cristianos nei primi giorni possono essere viste nell'Hotel Princesa Dacil vicino alla spiaggia. Sono esposte molte vecchie foto della fine degli anni '60 e dell'inizio degli anni '70 in costruzione.
Mentre negli anni '60 e '70 il numero dei turisti a Los Cristianos crebbe costantemente, fu solo dopo l'inaugurazione del nuovo aeroporto Reina Sofía nell'autunno del 1978 che il turismo iniziò a fiorire davvero a sud dell'isola.
Negli anni '70 furono costruiti numerosi enormi hotel e condomini per ospitare il crescente numero di turisti e lavoratori, ma fu negli anni '80 che la città iniziò ad espandersi in modo massiccio. Oltre ai vacanzieri, Los Cristianos iniziò ad attrarre un numero di espatriati britannici che emigrarono in modo permanente o semi-permanente per sfuggire ai freddi inverni britannici. Poiché l'inglese è parlato tanto quanto lo spagnolo, ci sono anche numerosi bar, ristoranti, negozi e servizi di proprietà britannica rivolti prevalentemente al settore turistico.

## Spiagge

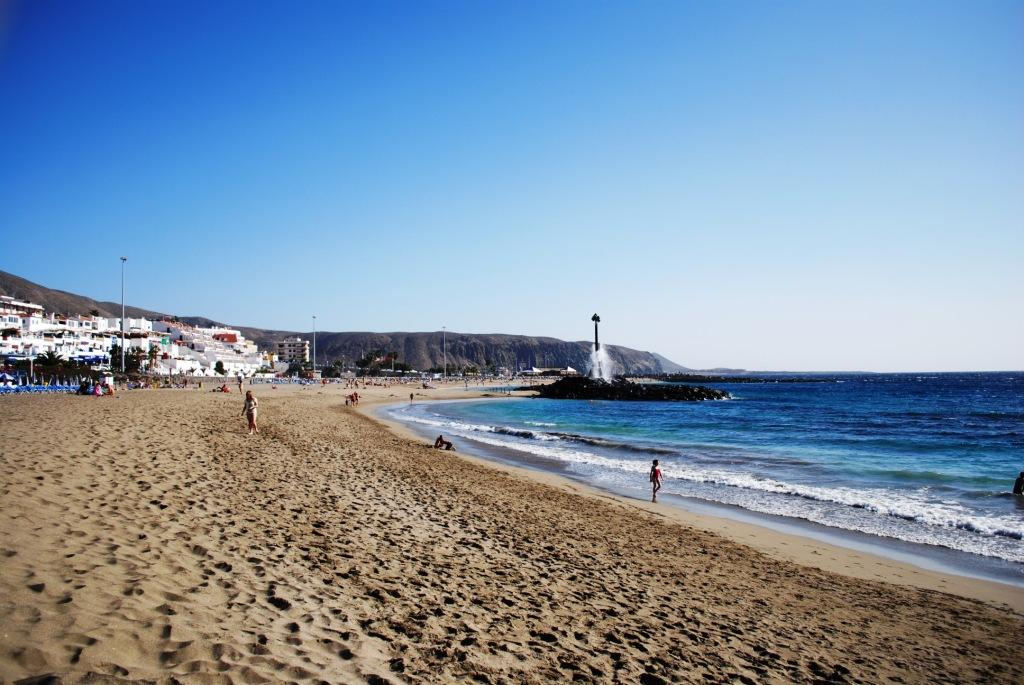
Una delle spiagge accanto a Los Cristianos: Las Vistas

Los Cristianos ospita due famose spiagge: la spiaggia principale (Playa de Los Cristianos) è una spiaggia sabbiosa riparata dal porto e vanta una serie di strutture tra cui sport acquatici, beach volley, docce e un'area giochi per bambini. La spiaggia di Las Vistas si trova nella baia successiva oltre il porto ed è artificiale, protetta da frangiflutti, vanta anche una serie di servizi tra cui sport acquatici, docce e un sito di informazioni turistiche. Nel dicembre 2008 il lungomare di Los Cristianos, originariamente costruito negli anni settanta, è stato sottoposto a un restyling.
C'è anche una spiaggia rocciosa di sabbia nera nella zona "Rincón" di Los Cristianos (tra il promontorio vicino a Puerto Viejo e le scogliere di Montaña Guaza).

## Economia
Al giorno d'oggi Los Cristianos è una vivace località turistica, che attira centinaia di migliaia di visitatori ogni anno. Sono disponibili decine di hotel e appartamenti per vacanze; molti possono essere prenotati direttamente o tramite i principali tour operator. Le industrie legate al turismo sono il principale attratore di lavoro a Los Cristianos.
Los Cristianos ospita anche numerosi bar e ristoranti di stili diversi, dai bar di "tapas" alla cucina locale e internazionale di alta qualità. Mangiare fuori è poco costoso; tanti visitatori optano per la mezza pensione o per la sistemazione con angolo cottura.
Come conseguenza del boom del turismo, l'agricoltura è entrata in un declino terminale e l'ultimo raccolto di banane è stato raccolto all'inizio degli anni '90. Una piccola flotta peschereccia opera ancora dal porto, ma la navigazione commerciale è stata quasi sostituita da crociere da diporto e servizi di traghetti verso le vicine isole di La Gomera, El Hierro e La Palma.
Los Cristianos è anche un importante centro commerciale a sud di Tenerife, con una vivace strada principale che offre una vasta gamma di piccoli negozi, adatti sia ai turisti che ai residenti. Ci sono una serie di piccoli centri commerciali e una serie di importanti supermercati della catena nazionale.
Los Cristianos sta inoltre rapidamente sostituendo Arona come centro amministrativo della zona sud di Tenerife, con un proprio "Centro Culturale" che assume molti dei ruoli del municipio e Los Cristianos è anche sede dei "Juzgados de Arona" (tribunali di contea).

## Infrastrutture e trasporti
Los Cristianos è collegata tramite l'autopista TF-1 al capoluogo dell'isola, Santa Cruz de Tenerife, e all'aeroporto di Tenerife-Sud. La città ha un proprio terminal degli autobus con servizi regolari verso altre parti dell'isola. Dal porto di Los Cristianos partono anche servizi giornalieri di traghetti per le vicine isole di La Gomera, El Hierro e La Palma, gestiti dalle compagnie Naviera Armas e Fred Olsen Express. La società Fred. Olsen Express ha sostituito la rotta precedentemente gestita dalla start-up di traghetti a basso costo Garajonay Express, fallita nel 2008.
Il modo migliore per esplorare la città è a piedi, poiché dispone di numerosi passaggi pedonali accessibili ai disabili in sedia a rotelle e di un lungo lungomare. I taxi sono facilmente disponibili all'interno della città. L'area portuale di Los Cristianos è al primo posto in Spagna per traffico passeggeri grazie ai suoi collegamenti con i porti di San Sebastian de La Gomera, La Estaca sull'isola di El Hierro e Santa Cruz de La Palma.